# Gut-Heil Neumünster
Gut-Heil Neumünster ist ein Sportverein aus Neumünster. Die erste Fußballmannschaft spielte ein Jahr in der Gauliga Schleswig-Holstein.

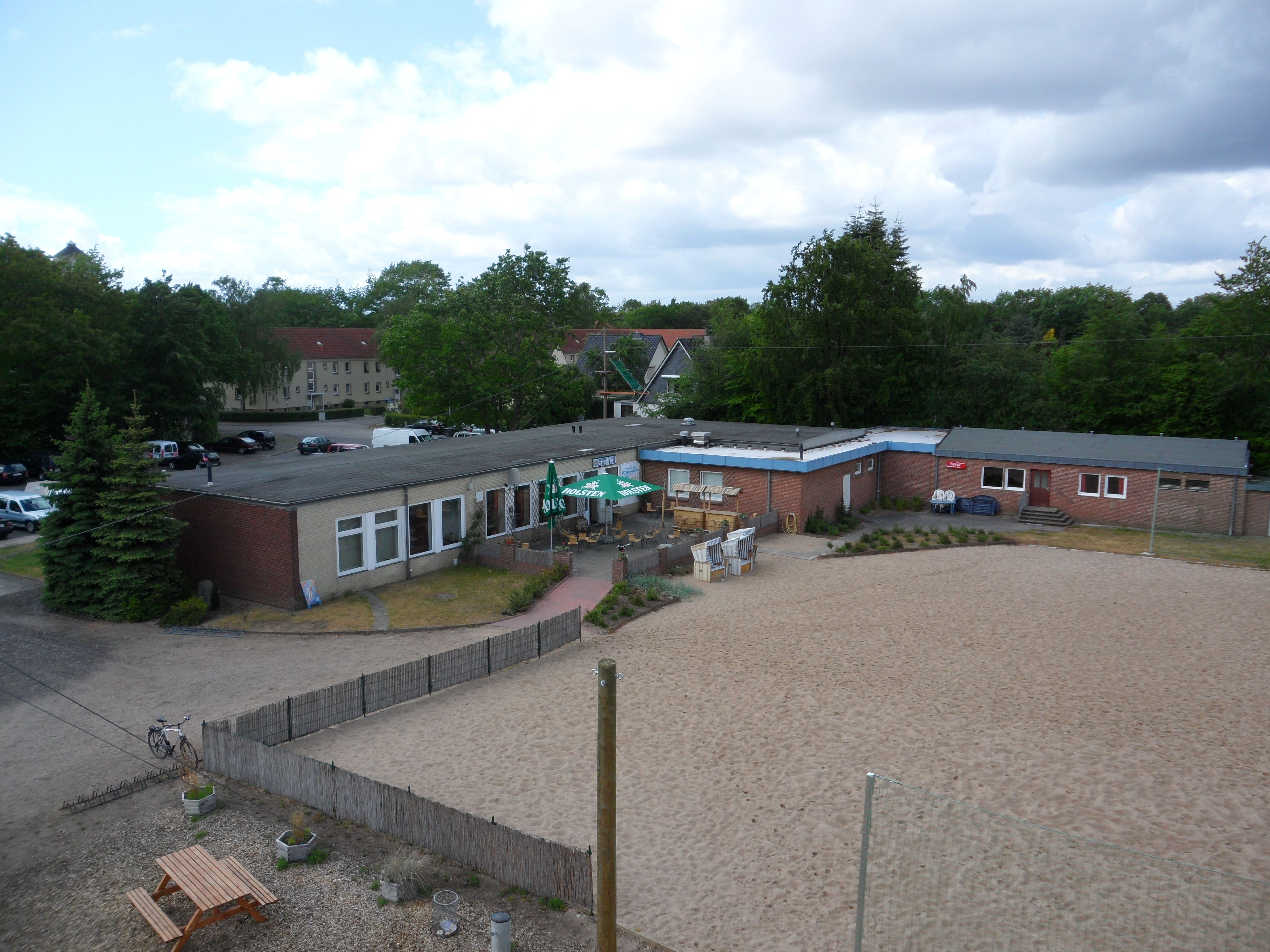
Vereinslokal Gut-Heil Neumünster

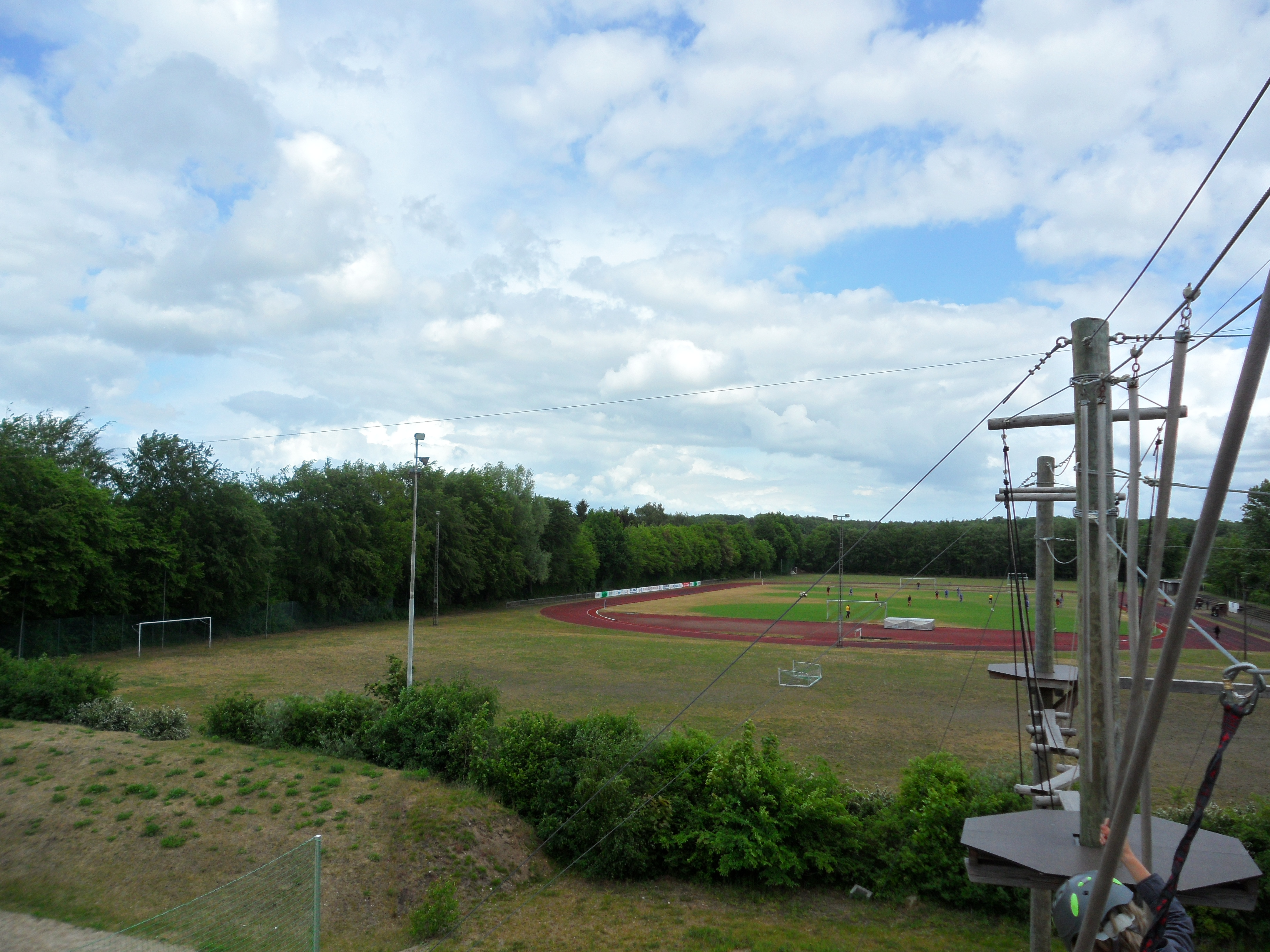
Sportplätze des Vereins

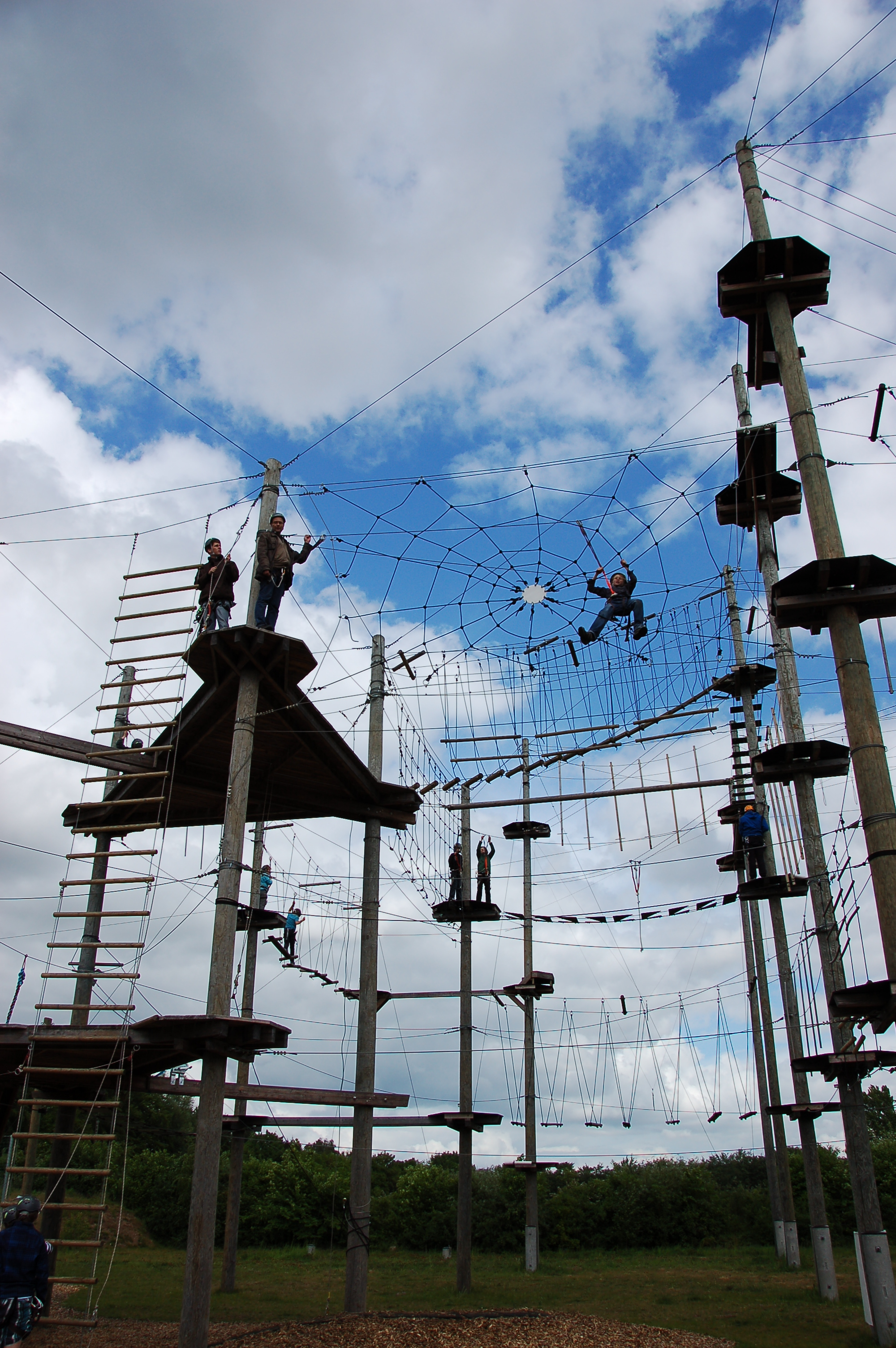
Hochseilgarten an der Schillerstraße

## Geschichte
Der Verein wurde im Jahre 1881 als TV Gut-Heil Neumünster gegründet. Im Jahre 1905 spaltete sich der Neumünstersche TV 1905 ab, aus dem später der TSV Neumünster wurde. Die Fußballabteilung des TV Gut-Heil spaltete sich im Rahmen der Reinlichen Scheidung im Jahre 1923 als VfR Neumünster ab. Der Restverein änderte seinen Namen zunächst in TSV Gut-Heil, hatte spätestens 1925 auch wieder eine Fußballabteilung im Rahmen der DT und fusionierte in den 1930er Jahren mit einem namentlich unbekannten Verein zum Reichsbahn SV Gut-Heil. Im Jahre 1939 wurde der Name in Reichsbahn SG Gut-Heil geändert. Ab dem 29. Oktober 1945 nannte sich der Verein Eisenbahner TSV Gut-Heil und seit dem 2. April 2004 schließlich SC Gut Heil Neumünster von 1881 e. V.

## Fußball
Die Fußballmannschaft von Gut-Heil wurde im Jahre 1942 in die neu geschaffene Gauliga Schleswig-Holstein aufgenommen und belegte dort im selben Jahr den letzten Platz. Nach dem Zweiten Weltkrieg wurde 1948 die Qualifikation zur eingleisigen Landesliga Schleswig-Holstein um einen Punkt verpasst. Im Jahr 1949 erreichte der Verein die Landesliga Schleswig-Holstein. In der Saison 1950/51 verpasste Gut-Heil den Klassenerhalt in einer Relegationsrunde, die wegen der Aufstockung der Landesliga von zwölf auf 16 Mannschaften angesetzt wurde. Im Jahre 1953 gelang der Wiederaufstieg. In der Saison 1955/56 wurde mit Rang sechs die beste Platzierung der Vereinsgeschichte erreicht. Zwei Jahre später folgte der erneute Abstieg, ehe 1960 der dritte Aufstieg gelang. Nach dem erneuten Abstieg im Jahre 1965 verpasste Gut-Heil 1968 die neu geschaffene Verbandsliga. Diese wurde drei Jahre später erreicht. Anfang der 1980er Jahre wurde Gut-Heil zweimal in Folge Dritter, ehe die Mannschaft 1982 Vizemeister hinter dem Wiker SV wurde. Zwei weitere dritte Plätze schlossen sich an, ehe 1992 der Abstieg folgte, 1993 gelang der direkte Wiederaufstieg, im Jahr 1994 folgte allerdings wieder der Abstieg. Seither spielt die Mannschaft im Neumünsteraner Lokalfußball.

## Andere Sportarten
Neben Fußball betreibt der Verein 19 weitere Abteilungen, dazu gehören unter anderem Handball, Leichtathletik, Turnen, Inline Skating, Minigolf, Beachvolleyball und Klettern. Der Sportplatz an der Schillerstraße umfasst zwei Fußballplätze, ein Trainingsplatz, zwei Beachvolleyball Plätze, einen Minigolfplatz und einen Hochseilgarten. Der Verein hat keine eigene Halle, er nutzt die Sporthallen der umliegenden Schulen. Weiterhin organisiert der Verein jährlich eine Ferienfreizeit für bis zu 120 Kinder und 20 Betreuer auf die Nordseeinsel Sylt.
Die Handballabteilung des SC Gut Heil betreibt seit 1990 im Ostseebad Grömitz, Ortsteil Lensterstrand, in der Jugendbegegnungsstätte des Kreissportverbandes Neumünster ein Kleinfeldhandballturnier für D- und C-Jugend-Mannschaften. Das Turnier findet jedes Jahr über das Pfingstwochenende statt und hatte zuletzt 64 Gastmannschaften. In den Jahren 2020 und 2021 konnte das Turnier pandemiebedingt nur sehr stark eingeschränkt stattfinden (eine teilnehmende Mannschaft). Im Jahr 2022 erfolgt ein Neustart mit 31 angemeldeten Teams.